# Hans Reiser
Hans Reiser (nacido en diciembre de 1963) es un programador estadounidense famoso por sus aportes a la comunidad de software libre en el campo de los sistemas de ficheros. En particular, es el máximo responsable del desarrollo del sistema de ficheros ReiserFS, y su nueva versión Reiser4.
En 1997, Reiser fundó la empresa Namesys, especializada en sistemas operativos y en el desarrollo y soporte de sus sistemas de ficheros.
Reiser residía en Oakland, California. El 10 de octubre de 2006, fue acusado del asesinato de su esposa, Nina Reiser, y fue declarado culpable el 28 de abril de 2008 por un jurado popular. Cumple condena de 15 años en Mule Creek State Prison, Ione, California.

## Biografía
Hans Reiser, hijo de Ramón Reiser y Beverly Palmer, nació en diciembre de 1963. Creció en California y dejó los estudios antes de cumplir los 14 años, ya que discrepaba con el sistema de escolarización convencional. Más tarde, con 15 años, fue aceptado en la Universidad de California, en Berkeley, donde obtuvo un certificado de estudios en física, matemáticas y otros temas relacionados. Reiser fue uno de los miembros fundadores del "Open Computing Facility" en Berkeley. Aunque quería alcanzar cotas más elevadas en su educación, no continuó con ello, citando las mismas razones por las cuales dejó anteriormente los estudios.

Por lo tanto, al no poder seguir estudiando, comenzó a trabajar en el campo de la computación mientras fundaba y construía su empresa, Namesys Inc. Previamente, Reiser trabajó en Synopsys, IBM, Premos y ARDC.
En 1999, mientras trabajaba en Rusia, conoció a Nina Sharanova, rusa de nacimiento, obstetra y ginecóloga, con la que se casó tiempo después. Tuvieron dos hijos, Rory y Niorlene.
Los Reiser se separaron en mayo de 2004, y Nina firmó el divorcio tres meses después, alegando diferencias irreconciliables y que sus hijos apenas conocían a su padre, debido a que se pasaba la mayor parte del tiempo fuera de casa debido al trabajo. A Nina se le adjudicó la custodia legal de los niños y a Hans un régimen de visitas a medias con Nina. El divorcio nunca fue consumado.
Nina Reiser obtuvo una orden de alejamiento contra Hans en diciembre de 2004, después de que ella alegara que Hans la había empujado, en el punto álgido de su divorcio. Recusó la orden a finales de 2005 debido al enfriamiento de sus relaciones. A cambio, Hans estuvo de acuerdo en que durante un año no pudiera "ni contactar, ni acosar, ni molestar la paz" de Nina en su casa y su lugar de trabajo, y permanecer como mínimo a 100 yardas (91 metros) de ella. En mayo, Nina alegó en los tribunales que Hans no había pagado la mitad de los gastos ocasionados por los cuidados médicos de los niños.
En septiembre de 2006 su esposa separada, Nina Reiser, desapareció bajo extrañas circunstancias.  En octubre de ese mismo año, Reiser, sospechoso de homicidio, fue detenido por las autoridades de Oakland en California, quienes examinaron su casa y le tomaron una muestra de ADN en busca de evidencias.
En abril de 2008 fue declarado culpable de homicidio en primer grado.
La fiscalía aceptó un acuerdo por el que Reiser revelaría la localización del cadáver de su esposa a cambio de rebajar su condena a la de homicidio en segundo grado. El acuerdo se realizó con el consentimiento de la familia de Nina, y fue ratificado por el juez Goodman. El lunes 7 de julio de 2008, Reiser condujo a la policía al lugar donde el cadáver de Nina estaba enterrado, en las colinas de Oakland. El abogado de Reiser dijo que los restos se encontraron enterrados en la ladera de una colina a menos de 800 m de la casa donde Reiser vivió con su madre, y donde Nina Reiser fue vista viva por última vez el 3 de septiembre de 2006. El detective de homicidios de Oakland, Teniente Ersie Joyner, afirmó que Reiser les condujo directamente al lugar exacto, sin ningún titubeo o duda. Reiser dijo que esperaba que existiera un cerezo marcando el lugar de la tumba. El 8 de julio, el forense identificó positivamente los restos óseos como los de Nina Reiser.
El 29 de agosto de 2008, Reiser fue sentenciado a un mínimo 15 años hasta de por vida de prisión, de acuerdo con los cargos de asesinato en segundo grado. Reiser no puede apelar la sentencia como resultado del acuerdo con el fiscal. A Reiser se le denegó la libertad condicional en marzo de 2020 y la próxima audiencia de libertad condicional será en agosto de 2027. 
El 5 de septiembre de 2008, Hans Reiser llegó a la prisión estatal de San Quintín para iniciar el cumplimiento de la pena.
En enero de 2009, Reiser fue atacado por varios reclusos de la prisión de San Quintín e ingresado en la enfermería para su recuperación.
El 28 de enero de 2009, fue trasladado a la prisión estatal de Mule Creek.